# Prix Pierre-Lafue
Le prix Pierre-Lafue est un prix  annuel récompensant soit un ouvrage de langue française d'inspiration historique, soit l'ensemble d'une œuvre. 
Le prix Pierre-Lafue est décerné chaque année au mois de juin. À cette occasion, le lauréat de l'année échue présente son successeur et son ouvrage.  
Le jury du prix de la Fondation Pierre-Lafue est chargé de choisir chaque année le lauréat. Il est composé de huit membres permanents et de membres temporaires (les trois derniers lauréats).

## La liste des lauréats du prix de la Fondation
- 2024 : Aïcha Limbada (d), La Nuit de noces, éditions La Découverte
- 2023 : Laurent Joly, La Rafle du Vél d'Hiv
- 2022 : Florian Mazel et collectif, La Nouvelle Histoire du Moyen Âge
- 2021 : Hélène Dumas, Sans ciel ni terre
- 2020 : Grégoire Kauffmann, Hôtel de Bretagne
- 2019 : Manon Pignot, L'Appel de la guerre. Des adolescents au combat, 1914-1918
- 2018 : Étienne Davodeau et Sylvain Venayre La Balade nationale - Les origines
- 2017 : Vincent Lemire, Katell Berthelot, Julien Loiseau et Yann Potin, Jérusalem - Histoire d'une ville monde
- 2016 : Annie et Maurice Sartre, Palmyre - Vérités et légendes[1]
- 2015 : Thierry Sarmant, 1715, la France et le monde
- 2014 : Jean-Noël Jeanneney, pour l'ensemble de son œuvre
- 2013 : Thierry Lentz, Le Congrès de Vienne : une refondation de l'Europe[2]
- 2012 : Alexandre Maral, Le Roi Soleil et Dieu
- 2011 : Alexandre Duval-Stalla, Claude Monet - Georges Clemenceau : une histoire, deux caractères
- 2010 : Alain Decaux, de l’Académie française, pour l'ensemble de son œuvre
- 2009 : Dominique de Villepin, La Chute ou l'Empire de la solitude
- 2008 : Simone Bertière, Mazarin, le maître du jeu
- 2007 : Mgr Francesco Follo, observateur permanent du Vatican auprès de l’UNESCO, Jean-Paul II et la culture contemporaine[3],[4]
- 2006 : Jean-Paul Bled, Bismarck : de la Prusse à l’Allemagne
- 2005 : Jean-Marie Le Breton (d), ancien ambassadeur, Grandeur et Destin de la vieille Europe (1492-2004)
- 2004 : le cardinal Paul Poupard, président du Conseil pontifical pour la culture, Au cœur du Vatican[5]
- 2003 : Françoise Chandernagor, de l’Académie Goncourt, La Chambre
- 2002 : Marc Fumaroli de l’Académie française, Quand l’Europe parlait français
- 2001 : Pierre Milza, Verdi et son temps
- 2000 : François Bédarida, Churchill
- 1999 : Bronisław Geremek pour l’ensemble de son œuvre
- 1998 : Pierre Joxe, L'Édit de Nantes
- 1997 : Alain Peyrefitte, de l’Académie française, La Chine s’est éveillée
- 1996 : Pierre Goubert, Un parcours d’historien
- 1995 : Jacqueline de Romilly, de l’Académie française, Alcibiade
- 1994 : Pierre Messmer, secrétaire perpétuel des l’Académie des sciences morales et politiques, Après tant de batailles
- 1993 : Jean Tulard, membre de l’Institut, Napoléon II
- 1992 : Michel Fleury pour l’ensemble de son œuvre
- 1991 : Pierre Louis Blanc, ancien ambassadeur, De Gaulle au soir de sa vie
- 1990 : François Fejtö, Requiem pour un empire défunt
- 1989 : Jean Guitton, de l’Académie Française, Un siècle, une vie
- 1988 : Jean Charbonnel, Edmond Michelet
- 1987 : Guillaume de Bertier de Sauvigny, Metternich[6]
- 1986 : Henri Amouroux, membre de l’Institut, Un printemps de mort et d’espoir[7]
- 1985 : Edgar Faure, de l’Académie française, Mémoires II : Si tel doit être mon destin ce soir
- 1984 : Jean-Denis Bredin, de l’Académie française, L'Affaire
- 1983 : Paul-Marie de La Gorce, La Prise de pouvoir par Hitler 1928-1933
- 1982 : André Fontaine, Un seul lit pour deux rêves : Histoire de la détente[8]
- 1981 : Jean Favier, membre de l’Institut, directeur général des Archives de France, La Guerre de Cent Ans
- 1980 : Jean Delay, de l’Académie française, Avant mémoire[9]
- 1979 : Emmanuel Le Roy Ladurie, Le Carnaval de Romans
- 1978 : Jean Lacouture, Léon Blum
- 1977 : Edmond Pognon, De Gaulle et l’Armée

## Le jury du prix de la Fondation Pierre-Lafue
Le jury du prix de la Fondation Pierre-Lafue est chargé de choisir chaque année le lauréat. Il est composé de membres permanents et de membres temporaires.
Les huit membres permanents sont :
- Nicolas Ivanoff, historien, professeur agrégé et administrateur de la Fondation
- Alexandre Maral (lauréat 2012), historien, conservateur général au Musée national des châteaux de Versailles et de Trianon
- Dominique Missika, éditrice et productrice, historienne de la France sous l'occupation
- Yann Potin (lauréat 2017), historien, conservateur en chef du patrimoine aux Archives nationales
- Catherine Robert, professeur de lettres et écrivaine
- Thierry Sarmant (lauréat 2015), historien, conservateur général du patrimoine aux Archives nationales
- Lamiel Sternberg
- Claire Winter, libraire

Les membres temporaires sont les deux derniers lauréats du Prix Lafue. Ces membres pour le prix 2025 sont :
- Laurent Joly (lauréat 2023);
- Aïcha Limbada (lauréate 2024).

Les membres du jury forment un comité de lecture qui se réunit plusieurs fois dans l'année.

## Les activités culturelles de la Fondation Pierre-Lafue
Tout au long de l’année, la Fondation organise soirées, visites et conférences à thématique historique.